# Девицкий сельсовет (Липецкая область)
Девицкий сельсове́т — сельское поселение в Усманском районе Липецкой области. 
Административный центр — село Девица.

## История
В соответствии с законами Липецкой области №114-оз от 02.07.2004 и №126-оз от 23.09.2004 сельсовет наделён статусом сельского поселения, установлены границы муниципального образования.

## Население
| 2010  | 2012  | 2013  | 2014  | 2015  | 2016  | 2017  |
| ----- | ----- | ----- | ----- | ----- | ----- | ----- |
| 3645  | ↘3633 | ↗3636 | ↘3620 | ↘3579 | ↘3555 | ↘3537 |
| 2018  | 2021  |       |       |       |       |       |
| ↘3509 | ↗3786 |       |       |       |       |       |

## Состав сельского поселения
| № | Населённый пункт | Тип населённого пункта       | Население |
| - | ---------------- | ---------------------------- | --------- |
| 1 | Девица           | село, административный центр | ↗1762     |
| 2 | Левый Берег      | посёлок                      | →73       |
| 3 | Новоуглянка      | село                         | ↘1570     |
| 4 | Учхоз            | посёлок                      | →229      |